# سهیلا جلودارزاده
سهیلا جلودارزاده (زاده ۲۸ دی ۱۳۳۷ در شهر ری)، نماینده سابق مردم تهران در مجلس شورای اسلامی در ادوار پنجم، ششم و هفتم  و دهم، عضو شورای مرکزی خانه کارگر، عضو دفتر سیاسی و مسئول سازمان‌های حزب اسلامی کار، عضو جمعیت زنان جمهوری اسلامی ایران، مدیر کل مدارس خارج از کشور، مسئول تدوین سیاست‌های کلان نظام در مورد خانواده در کمیته بانوان مجمع تشخیص مصلحت نظام و مشاور امور بانوان وزارت صنعت، معدن و تجارت می‌باشد. جلودارزاده رئیس اتحادیه زنان کارگر نیز هست.
سهیلا جلودارزاده لیسانس مهندسی نساجی از دانشگاه امیرکبیر را دارد. او متأهل و دارای دو فرزند است و چهار نوه . وی به زبان عربی نیز تسلط دارد

## زندگی
سهیلا جلودارزاده فرزند اول خانواده است. پدربزرگش از سادات روحانی اهل شهر راوند کاشان بودند. شغل پدرش شیشه بری و مادرش خانه‌دار بود گهگاهی قالی می‌بافت. در سال ۱۳۵۴ ازدواج می‌کند و در همان سال اولین دخترش به دنیا می‌آید. وی در مهرماه سال ۱۳۵۹ با شروع جنگ تحمیلی برای امداد رسانی به شهرهایی چون خرمشهر و آبادان سفر کرده‌است. در این زمان شوهر و دخترش در تهران زندگی می‌کنند و مادرش وظیفهٔ نگهداری از دخترش را بر عهده میگرد، پس از مدتی که مادرش مریض می‌شود به تهران بازمی‌گردد که در آن زمان است که فرزند دومش نیز متولد می‌شود.

## نماینده تهران در ادوار پنجم، ششم و دهم مجلس
سهیلا جلودارزاده در سال ۱۳۷۶ از طریق انتخابات میان دوره‌ای به عنوان نماینده مردم ری، شمیرانات، تهران و اسلامشهر با کسب ۳۵٫۱۰ درصد آرا وارد مجلس پنجم شد. در سال ۱۳۷۸ نیز در انتخابات مجلس ششم به عنوان نماینده مردم تهران به مجلس راه پیدا کرد. وی در انتخابات نهمین دوره مجلس شورای اسلامی از حوزه تهران نیز شرکت کرد ولی موفق به ورود به مجلس نشد. جلودارزاده در مجلس پنجم دست به اقدام مهمی زد و قانون محاسبه مهریه به نرخ روز را به مجلس برد و به تصویب رساند. قانونی که از آن به عنوان یکی از بهترین قوانین حمایتی برای زنان پس از انقلاب یاد می‌شود.
در دهمین دوره انتخابات مجلس شورای اسلامی، سهیلا جلودارزاده، در لیست سی نفرهٔ ائتلاف فراگیر اصلاح طلبان: گام دوم در تهران حضور داشت و توانست با کسب ۱٬۳۳۳٬۳۲۷ رأی، در رتبهٔ سوم تهران، وارد مجلس دهم شود.